# Estreito de Kara

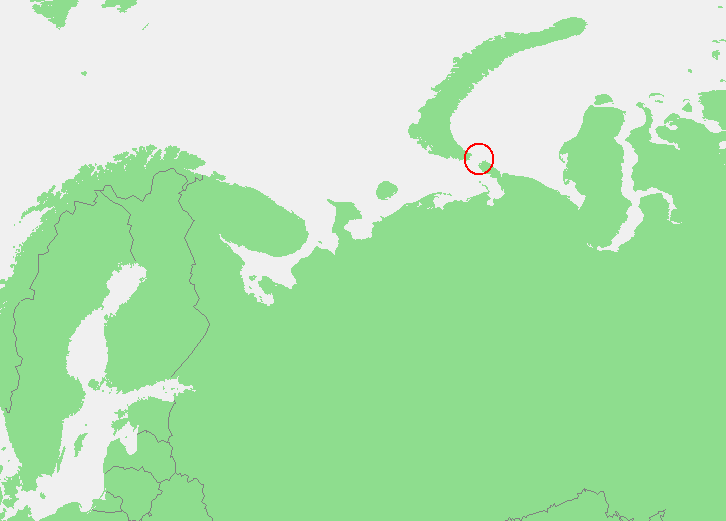
Localização do estreito de Kara, no norte da Rússia

O estreito de Karskiye Vorota, mais conhecido como estreito de Kara é um estreito situado entre Nova Zembla e a ilha Vaigach, no norte da Rússia e oceano Árctico. Separa o mar de Kara do mar de Barents.
É navegado por navios que seguem a Passagem do Nordeste aberta por quebra-gelos.